# カリックスアレーン
カリックスアレーン（calixarene）は、フェノールの2,6位がメチレン基を介して数個環状につながったオリゴマーの総称である。分子は全体としてカップ型の構造となり、空洞部分は疎水性の空間となるのでここに適当な大きさの小分子を包接することができる。シクロファン類の一種に分類されるが、合成が容易であること、望む置換基の導入がしやすいことなどから超分子化学におけるホスト分子として近年よく用いられる。

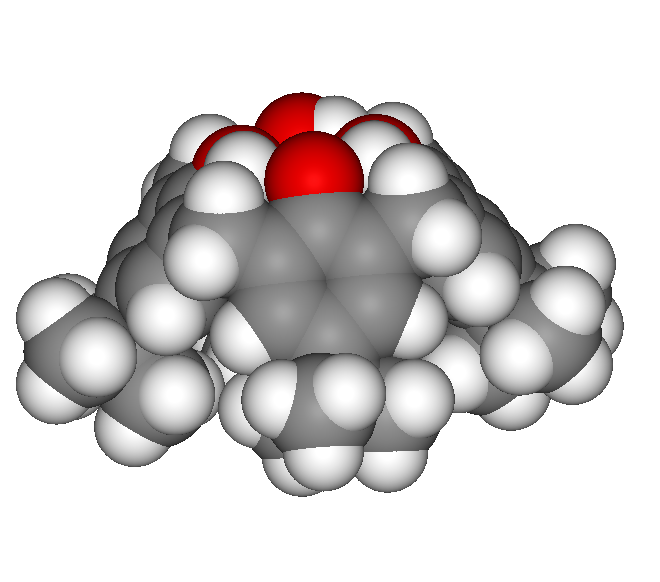
カリックス[4]アレーン

## 合成
フェノールをホルムアルデヒドと重合させることで、堅い網目状高分子（ベークライト）が得られることはすでに20世紀初頭に明らかにされていた。1975年、デヴィッド・グッツェは通常のフェノールの代わりに4-tert-ブチルフェノールを用い、反応条件をうまく制御することによって、環状の4・6・8量体が収率よく得られてくることを見出した。この反応は酸または塩基によって触媒され、温度によってフェノール単位の数が変化する。例えばホルマリンと4-tert-ブチルフェノールを0.045当量の水酸化ナトリウムと共にジフェニルエーテル中加熱還流すると、カリックス[4]アレーンが50％程度の収率で得られる。ここでキシレンを溶媒に使って加熱還流を行った場合、カリックス[6]アレーンが主生成物となる（85％前後）。
なお4位のtert-ブチル基は酸性条件下レトロフリーデル・クラフツ反応によって除去できる。

## 命名
得られた環状分子はカップ型をしていたことから、ギリシア語で「杯」を意味する「calix」と芳香族化合物を意味する「arene」を組み合わせて「カリックス[n]アレーン」と名付けられた。間に入る「n」はフェノール単位の数を表す。フェノール単位は3〜20程度までが知られているが、普通4,6,8個のものが多く使われる。

## コンフォメーション
カリックスアレーンは硬いベンゼン環が「ちょうつがい」となるメチレン基を介してつながっているため、フェノール単位が反転して様々なコンフォメーションを取ることが知られている。カリックス[4]アレーンの場合、全てが上に向いたものがcone型、ひとつだけが反転して下を向いたものがpartial-cone型、隣り合ったフェノール単位が下を向いたものが1,2-alternate型、向かい合ったフェノール単位が下を向いたものが1,3-alternate型と呼ばれる。
フェノール性水酸基をn-プロピル基などある程度大きな置換基でO-アルキル化すると、反転は起こらなくなってコンフォメーションはcone型に固定される。

## 包接能力
カリックス[4]アレーンは、その空間の中にクロロホルムなどの小分子を取り込み、1:1の錯体を作ることが知られている。サイズが大きくなると取り込める分子のサイズも大きくなり、カリックス[5]アレーンは上下から包み込むようにしてフラーレンC60と2:1の錯体を作る。
カリックスアレーンを構成する各フェノール単位の4位や水酸基には、有機合成の技術により容易に様々な置換基を導入することができる。こうした修飾によってカリックスアレーンの包接能力を変化させる試みも多数行われている。

## バリエーション
カリックスアレーンにはその構成単位を変えたバリエーションが数多く知られている。例えばフェノールの代わりにレゾルシノールを用いたレゾルシンアレン、ピロガロールを用いたピロガロールアレン、ピロール単位がつながったカリックスピロールなどがある。メチレンのブリッジ部分を硫黄原子に変えたチアカリックスアレーン、メチレン-O-メチレン単位に変わったホモオキサカリックスアレーンなども知られ、その性質が研究されている。
　レゾルシンアレンの水酸基を足がかりに置換基を導入し、より深い空洞を持たせた分子「キャビタンド」、さらにそれを２つ合わせて完全に内部の分子を閉じこめた「カルセランド」なども合成されている。これらはよりしっかりと内部に小分子を捕らえることができるため、分子認識の素材として注目されている。